# Irchel
Irchel är en bergskedja i Schweiz.   Den ligger i distriktet Bezirk Bülach och kantonen Zürich, i den nordöstra delen av landet, 110 km nordost om huvudstaden Bern.
I omgivningarna runt Irchel växer i huvudsak blandskog. Runt Irchel är det ganska tätbefolkat, med 129 invånare per kvadratkilometer.